# Диосмийгольмий
Диосмийгольмий — бинарное неорганическое соединение, интерметаллид
осмия и гольмия
с формулой HoOs2,
кристаллы.

## Получение
- Сплавление стехиометрических количеств чистых веществ:

{\displaystyle {\mathsf {2\ Os+Ho\ {\xrightarrow {T}}\ HoOs_{2}}}}

## Физические свойства
Диосмийгольмий образует кристаллы
гексагональной сингонии,
пространственная группа P 63/mmc,
параметры ячейки a = 0,5295 нм, c = 0,8772 нм, Z = 4,
структура типа дицинкмагния MgZn2 (фаза Лавеса)
.